# Mississippi-sólyomhéja
A Mississippi-sólyomhéja (Ictinia mississippiensis) a madarak osztályának vágómadár-alakúak (Accipitriformes) rendjébe és a vágómadárfélék (Accipitridae) családjába tartozó faj.

## Rendszerezése
A fajt Alexander Wilson skót-amerikai költő és ornitológus írta le 1798-ban a Falco nembe Falco misisippiensis néven.

## Előfordulása
Az Amerikai Egyesült Államokban fészkel, telelni Mexikón keresztül, Közép-Amerika és Dél-Amerika területére vonul. Természetes élőhelyei a mérsékelt övi erdők és gyepek, valamint szántóföldek és városi régiók.

## Megjelenése
Testhossza 38 centiméter, szárnyfesztávolsága 96 centiméter, testtömege 270-388 gramm. Feje, nyaka, másodrendű evezői és alsó részei ólomszínűek, azzal a hozzáfűzéssel, hogy a fej színezete a homloktól kezdve, a másodrendű evezőké pedig végüktől kezdve fokozatosan megy át ezüstfehérből ólomszürkébe; többi részei a fekete kantár és szemhéjak kivételével túlnyomóan sötét ólomszürke színűek, mely szín a kis felső szárnyfedőkön és felső farkfedőkön, az elsőrendű evezőkön és kormánytollakon szürkésfeketébe megy át. Szeme vérvörös, csőre fekete, lába kárminvörös.

## Életmódja
Ridgway szerint főleg különféle kabócákkal és sáskákkal táplálkozik, de alkalmilag a kisebb kígyókat is elfogyaszt. Zsákmányának megragadásához karmát és csőrét egyaránt használja.
|  |

## Természetvédelmi helyzete
Az elterjedési területe nagyon nagy, egyedszáma pedig növekszik. A Természetvédelmi Világszövetség Vörös listáján nem fenyegetett fajként szerepel.